# 洛多庇斯
洛多庇斯（古希臘語：ροδωπις；英語：Rhodopis）是一名在古埃及嫁給法老的希臘少女。她的經歷見於古希臘歷史學家斯特拉波於公元前1世紀寫成的《地理志》及羅馬作家埃里亞努斯的《史林雜俎》（Various Historia）。從書中的記載，洛多庇斯的經歷與童話故事灰姑娘有部分相似之處，所以有人認為她是灰姑娘的原型。

## 斯特拉波的版本
在《地理學》中，斯特拉波指出根據古希臘女詩人莎芙的記述，指出多莉查（Doricha）是於諾克拉提斯港口經商的卡拉克索斯（Charaxus）的情人，其他人通常稱她為「洛多庇斯」。據說有次她在洗澡的時候，一隻鷹飛過，從洛多庇斯的侍從手上攫走了她的鞋子，後來那隻鷹將鞋子帶到孟斐斯，把鞋子掉到正在審訊案件的法老的大腿上。法老驚訝於鞋子的模樣，亦覺得這件事別具深意，便派人去找這隻鞋子的主人。最後，人們在諾克拉提斯找到洛多庇斯，把她帶到法老面前，法老便娶她為妻。

## 埃利安的版本
洛多庇斯是個美麗的交際花（Hetaera，詳見古希臘賣淫業）。有一次她在洗澡的時候，一隻鷹向下俯衝，攫去了她的一隻鞋子，然後將鞋子帶到孟斐斯，掉在法老普薩美提克（Psammetichus）的大腿上。法老驚嘆鞋子精細的手工，便派人搜遍埃及，人們在找到洛多庇斯後，法老就娶她為妻。

## 希羅多德的版本
在古希臘歷史學家希羅多德的《歷史》中亦記載著一個同樣名為「洛多庇斯」的希臘女子，但她完全是另一個人物，這個洛多庇斯是希臘的一名交際花，她曾與伊索一同淪為雅德蒙（Iandom）的奴隸。古時的希臘人還以為孟卡拉金字塔是她興建的，希羅多德在書中駁斥這說法。

## 外部連結
- 一千个“灰姑娘” （页面存档备份，存于）
- 周作人：关于伊索寓言 （页面存档备份，存于）